# Luchthaven Casablanca Tit Mellil
De luchthaven Casablanca Tit Mellil (Frans: aérodrome de Casablanca Tit Mellil Arabisch:مطار الدار البيضاء تيط مليل) is een vliegveld in Tit Mellil, een voorstad van de  Marokkaanse stad Casablanca. Het vliegveld ligt een dertiental kilometers ten noordoosten van de stad. Het is een klein vliegveld dat voornamelijk voor algemene luchtvaart gebruikt wordt. Het vliegveld zal in de nabije toekomst (2017) met een expresweg verbonden worden met de Internationale luchthaven Mohammed V
Het vliegveld beschikt niet over een nachtlandingsinstallatie en is alleen onder VFR omstandigheden te bereiken.